# Damrong Wongthong
Damrong Wongthong (Thai: ดำรง วงศ์ทอง) (20 de marzo de 1965 -), fue un Luk thung cantante tailandés, popular entre los años 1995 y 2008.

## Discografía
- 1995 - Yang Rak Samer ยังรักเสมอ
- 1997 - Mai Rak Mai Wa ไม่รักไม่ว่า
- 1999 - Proad Phit Cha Rana โปรดพิจารณา
- 2000 - Jong Keb Jai Roae จงเก็บใจรอ
- 2001 - Num Rachaphak หนุ่มราชภัฏ
- 2003 - Sanae Num เสน่ห์หนุ่ม
- 2004 - Phleng Ek เพลงเอก
- 2006 - Phoo Ying Khon Sud Thai ผู้หญิงคนสุดท้าย